# Maria (filme de 2024)
Maria é um filme de drama biográfico sobre Maria Callas, escrito por Steven Knight e dirigido por Pablo Larraín. É estrelado por Angelina Jolie no papel-título, ao lado de Haluk Bilginer e Valeria Golino.

## Sinopse
O filme se passa durante os últimos anos de Callas na década de 1970, quando ela morava em Paris.

## Elenco
- Angelina Jolie como Maria Callas
- Valeria Golino como Jackie Callas
- Haluk Bilginer como Aristotle Onassis
- Caspar Phillipson como John F. Kennedy
- Alba Rohrwacher
- Pierfrancesco Favino
- Kodi Smit-McPhee

## Produção
Pablo Larraín foi anunciado como diretor do filme, com Steven Knight responsável pelo roteiro. O filme está sendo produzido por Juan de Dios Larraín, da Fabula Pictures, junto com Lorenzo Mieli da The Apartment Pictures e Jonas Dornbach da Komplizen Film. Angelina Jolie foi anunciada como protagonista em outubro de 2022. As filmagens começaram em Budapeste em outubro de 2023, incluindo gravações em Paris, Grécia e Milão.

## Lançamento
O filme teve sua estreia mundial no 81º Festival Internacional de Cinema de Veneza em 29 de agosto de 2024, onde competiu pelo Leão de Ouro. No dia anterior à sua estreia, os direitos de distribuição nos Estados Unidos foram adquiridos pela Netflix. Após a estreia, a FilmNation Entertainment negociou alguns dos acordos de distribuição internacional do filme, com a 01 Distribution cuidando de seu lançamento na Itália e a StudioCanal cuidando de seu lançamento no Reino Unido, Alemanha e Polônia.
Foi lançado em salas de cinema selecionadas dos Estados Unidos em 27 de novembro de 2024, antes de ser disponibilizado pela Netflix em 11 de dezembro. Mais tarde, foi lançado nas salas de cinema da Itália em 1 de janeiro de 2025, do Reino Unido e da Irlanda em 10 de janeiro e da Alemanha em 6 de fevereiro.

## Recepção

### Resposta da crítica
No site agregador de críticas Rotten Tomatoes, 74% das 103 resenhas dos críticos são positivas, com uma classificação média de 6,6/10. O consenso do site diz: "Angelina Jolie revela novos picos em seu registro emocional em Maria, de Pablo Larraín, mantendo este trágico filme biográfico convincente mesmo quando sua teatralidade sai do tom." O Metacritic, que usa uma média ponderada, atribuiu ao filme uma pontuação de 65 em 100, baseado em 38 críticos, indicando críticas "geralmente favoráveis".

## Prêmios e indicações
| Prêmio                                     | Data da cerimônia      | Categoria                      | Indicado(s)             | Resultado | Ref.   |
| ------------------------------------------ | ---------------------- | ------------------------------ | ----------------------- | --------- | ------ |
| Festival Internacional de Cinema de Veneza | 7 de Setembro de 2024  | Leão de Ouro                   | Pablo Larraín           | Indicado  | [ 16 ] |
| Globo de Ouro                              | 5 de janeiro de 2025   | Melhor Atriz em cinema – Drama | Angelina Jolie          | Indicado  | [ 17 ] |
| Satellite Awards                           | 26 de janeiro de 2025  | Melhor Atriz em Cinema         | Angelina Jolie          | Indicado  | [ 18 ] |
| Satellite Awards                           | 26 de janeiro de 2025  | Melhor Fotografia              | Edward Lachman          | Indicado  | [ 18 ] |
| Satellite Awards                           | 26 de janeiro de 2025  | Melhor Figurino                | Massimo Cantini Parrini | Indicado  | [ 18 ] |
| Critics' Choice Movie Awards               | 7 de fevereiro de 2025 | Melhor Atriz em Cinema         | Angelina Jolie          | Indicado  | [ 19 ] |
| Critics' Choice Movie Awards               | 7 de fevereiro de 2025 | Melhor Figurino                | Massimo Cantini Parrini | Indicado  | [ 19 ] |
| Oscar                                      | 2 de março de 2025     | Melhor Fotografia              | Edward Lachman          | Indicado  | [ 20 ] |